# Bahnhof Tama-Center
Der Bahnhof Tama-Center (japanisch 多摩センター駅 Tama-sentā-eki) ist ein Bahnhof auf der japanischen Insel Honshū. Der bedeutende Verkehrsknotenpunkt befindet sich in der Präfektur Tokio auf dem Gebiet der Stadt Tama. Hier treffen zwei Eisenbahnlinien der Gesellschaften Keiō Dentetsu und Odakyū Dentetsu sowie eine Einschienenbahn aufeinander. Sein Name bezieht sich auf die zentrale Lage in der Tama New Town, einer Planstadt im Tama-Hügelland. 
Je nach Betreiber unterscheidet sich die offizielle Bezeichnung des jeweiligen Bahnhofteils: Keiō Tama-Center (京王多摩センター駅), Odakyū Tama-Center (小田急多摩センター駅) bzw. Tama-Center (für die Einschienenbahn).

## Verbindungen
Tama-Center ist ein Kreuzungsbahnhof, in dem die Keiō Sagamihara-Linie von Chōfu nach Hashimoto und die Odakyū Tama-Linie von Shin-Yurigaoka nach Karakida parallel verlaufen. Sie werden von den Bahngesellschaften Keiō Dentetsu bzw. Odakyū Dentetsu betrieben. Ebenso ist Tama-Center die südliche Endstation der Einschienenbahn Tama; diese fällt in die Zuständigkeit der Gesellschaft Tama Toshi Monorail (多摩都市モノレール Tama Toshi Monorēru) und stellt eine Querverbindung durch das Tama-Gebiet nach Kamikitadai in der Stadt Higashiyamato her.
Sämtliche auf der Keiō Sagamihara-Linie verkehrenden Nahverkehrs-, Eil- und Schnellzüge halten in Tama-Center. Tagsüber werden stündlich bis zu neun Züge angeboten, während der Hauptverkehrszeit bis zu 13 Züge je Stunde. Von Hashimoto aus verkehren sie alle über Chōfu nach Shinjuku oder werden dort auf die Toei Shinjuku-Linie der U-Bahn Tokio durchgebunden. Ähnlich ist das Angebot auf der Odakyū Tama-Linie: In Tama-Center halten ebenfalls alle Nahverkehrs-, Eil- und Schnellzüge auf ihrem Weg von Karakida über Noborito nach Shinjuku. Sechs bis neun Züge je Stunde verkehren tagsüber, während der Hauptverkehrszeit bis zu zwölf Züge je Stunde. Zahlreiche dieser Züge werden in Yoyogi-Uehara auf die Chiyoda-Linie der U-Bahn Tokio durchgebunden.
Die Einschienenbahn verkehrt tagsüber alle zehn Minuten, morgens alle fünf bis sieben Minuten und abends alle sieben bis acht Minuten. In den Bahnhofskomplex integriert ist ein bedeutender Busbahnhof. Er wird von mehr als zwei Dutzend Linien der Gesellschaften Keiō Bus Minami, Keiō Bus Dentetsu, Kanagawa Chūō Kōtsū und Tokyo Airport Transportation bedient.

## Anlage
Der Bahnhof steht im Stadtteil Ochiai, wobei die beiden parallel auf Viadukten verlaufenden Eisenbahnstrecken von Osten nach Westen ausgerichtet sind. Es gibt sechs Gleise, die alle dem Personenverkehr dienen (Güterverkehr wird nicht durchgeführt). Der an der Nordseite gelegene Bahnhofteil von Keiō umfasst vier Gleise an zwei Mittelbahnsteigen, der südliche Bahnhofteil von Odakyū zwei Gleise an zwei Seitenbahnsteigen. Alle Bahnsteige sind auf ihrer gesamten Länge überdacht. Die Eisenbahngleise werden unmittelbar westlich der Bahnsteige von der in Süd-Nord-Richtung verlaufenden Einschienenbahn gequert, ihre Trasse befindet sich rund zehn Meter über der Präfekturstraße 156 (Hino–Machida).
Der Viadukt mit den Bahnsteigen bildet die oberste von drei Ebenen eines umfangreichen Gebäudekomplexes, der von beiden Bahngesellschaften gemeinsam genutzt wird. Darunter erstreckt sich die Verteilerebene mit dem integrierten Busbahnhof. Auf der untersten Ebene sind Taxistände, Parkplätze und Läden zu finden. Zahlreiche Treppen, Aufzüge und Rolltreppen stellen die Verbindung zwischen den Ebenen her. Die Station der Einschienenbahn steht rund 200 Meter südwestlich des Bahnhofs und ist durch eine breite Fußgängerbrücke mit der Verteilerebene der Eisenbahn verbunden. Sie ist so ausgerichtet, dass die Strecke problemlos in südlicher Richtung verlängert werden kann. An der Südseite des Bahnhofs beginnt der Parthenon Boulevard. Diese rund 400 Meter lange, ausschließlich Fußgängern vorbehaltene Einkaufsstraße wird von mehreren Einkaufszentren, Läden und kulturellen Einrichtungen gesäumt.
Im Fiskaljahr 2019 nutzten durchschnittlich 179.117 Fahrgäste täglich den Bahnhof. Davon entfielen 90.353 auf die Keiō Sagamihara-Linie, 51.315 auf die Odakyū Tama-Linie und 37.449 auf die Einschienenbahn.

## Bilder

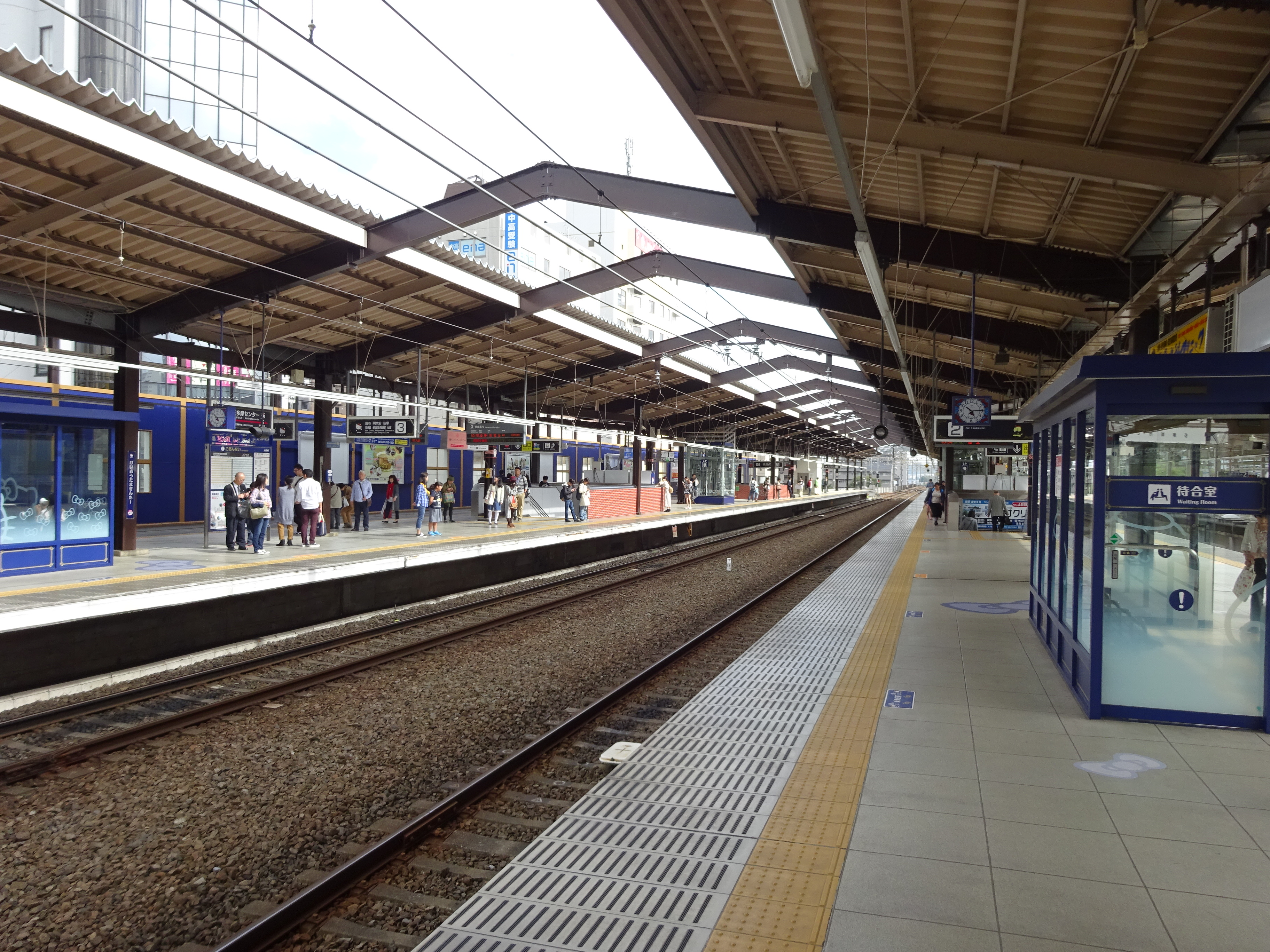
Bahnsteige von Keiō Dentetsu
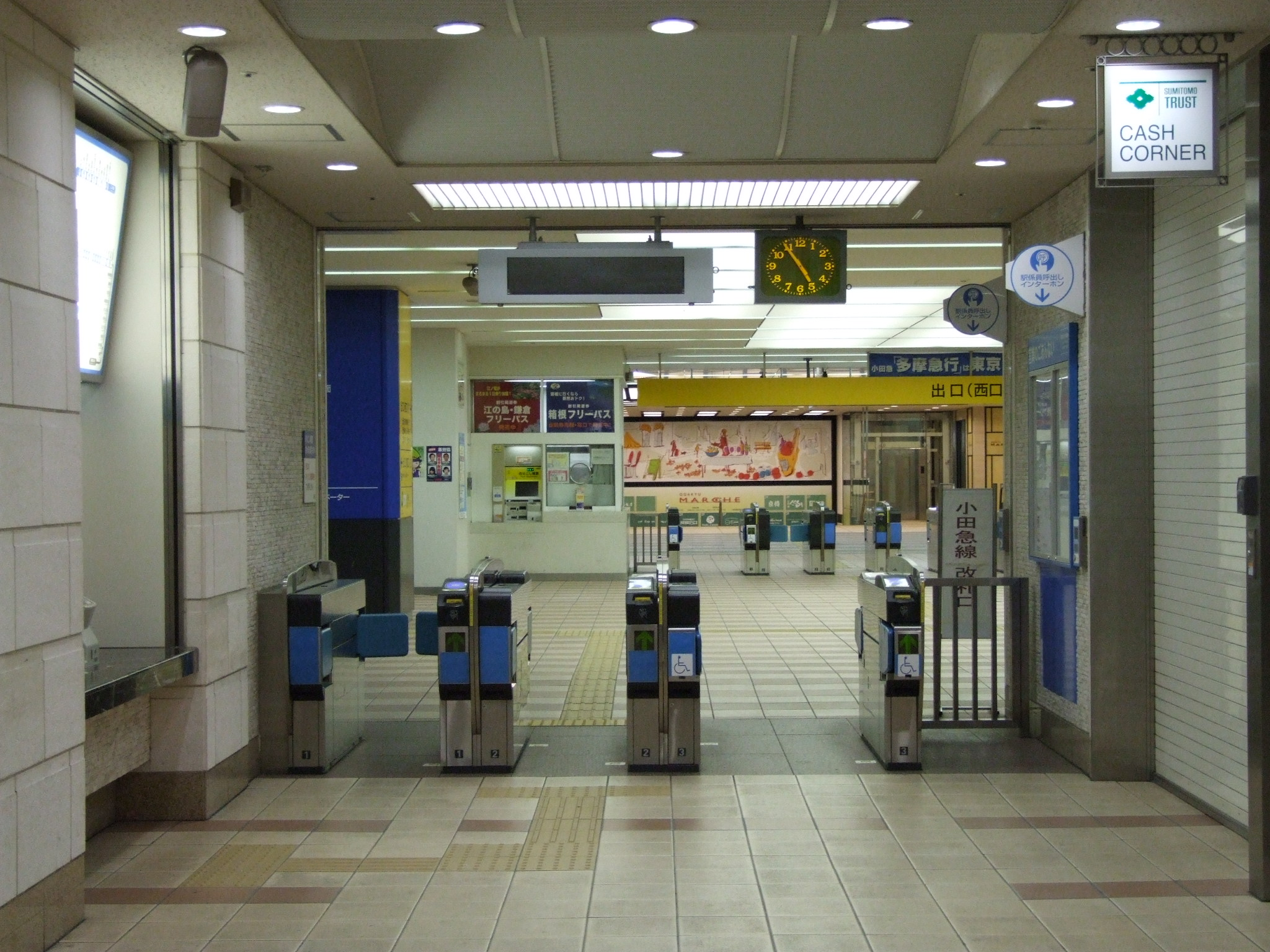
Bahnsteigsperren
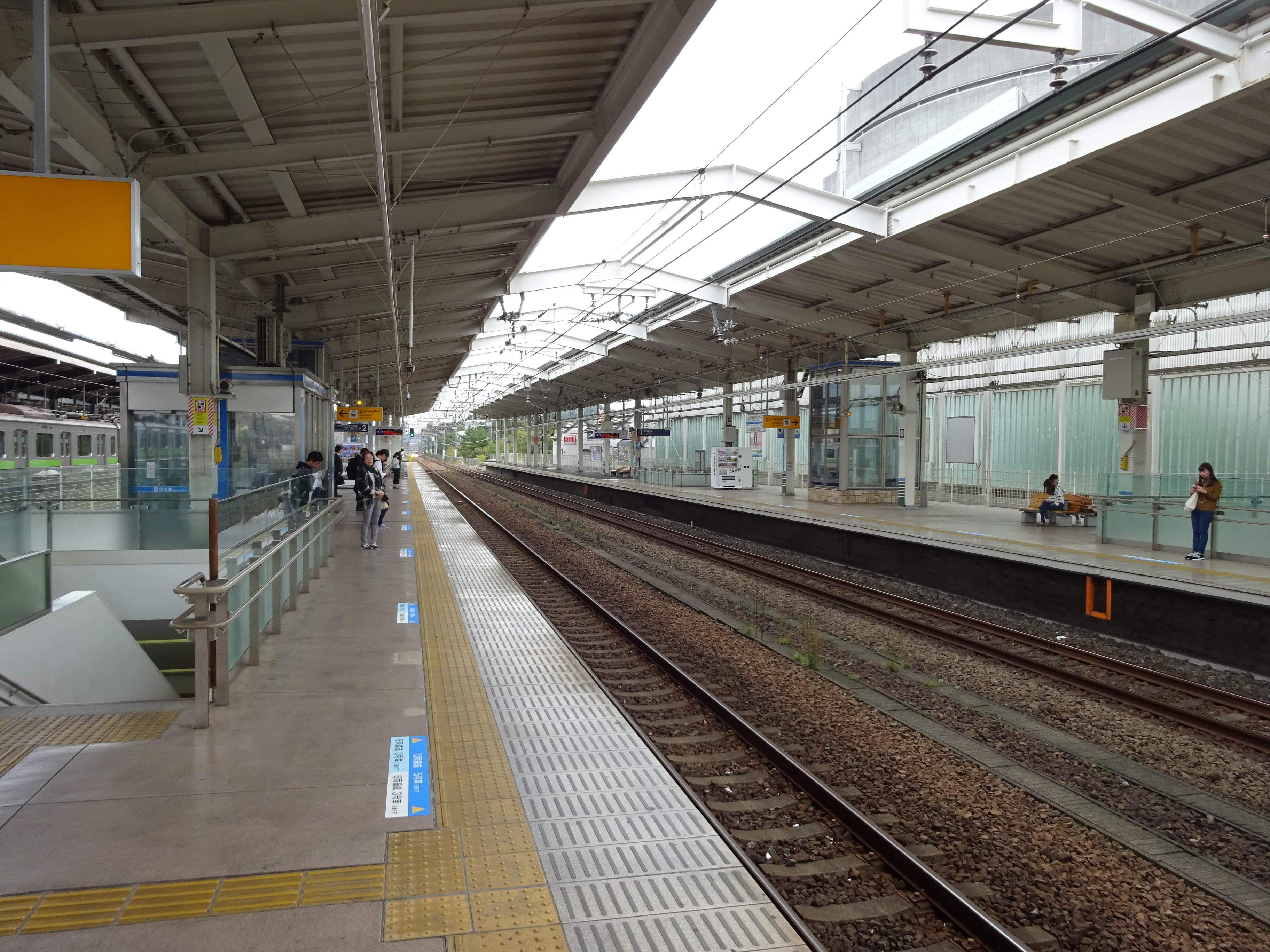
Bahnsteige von Odakyū Dentetsu
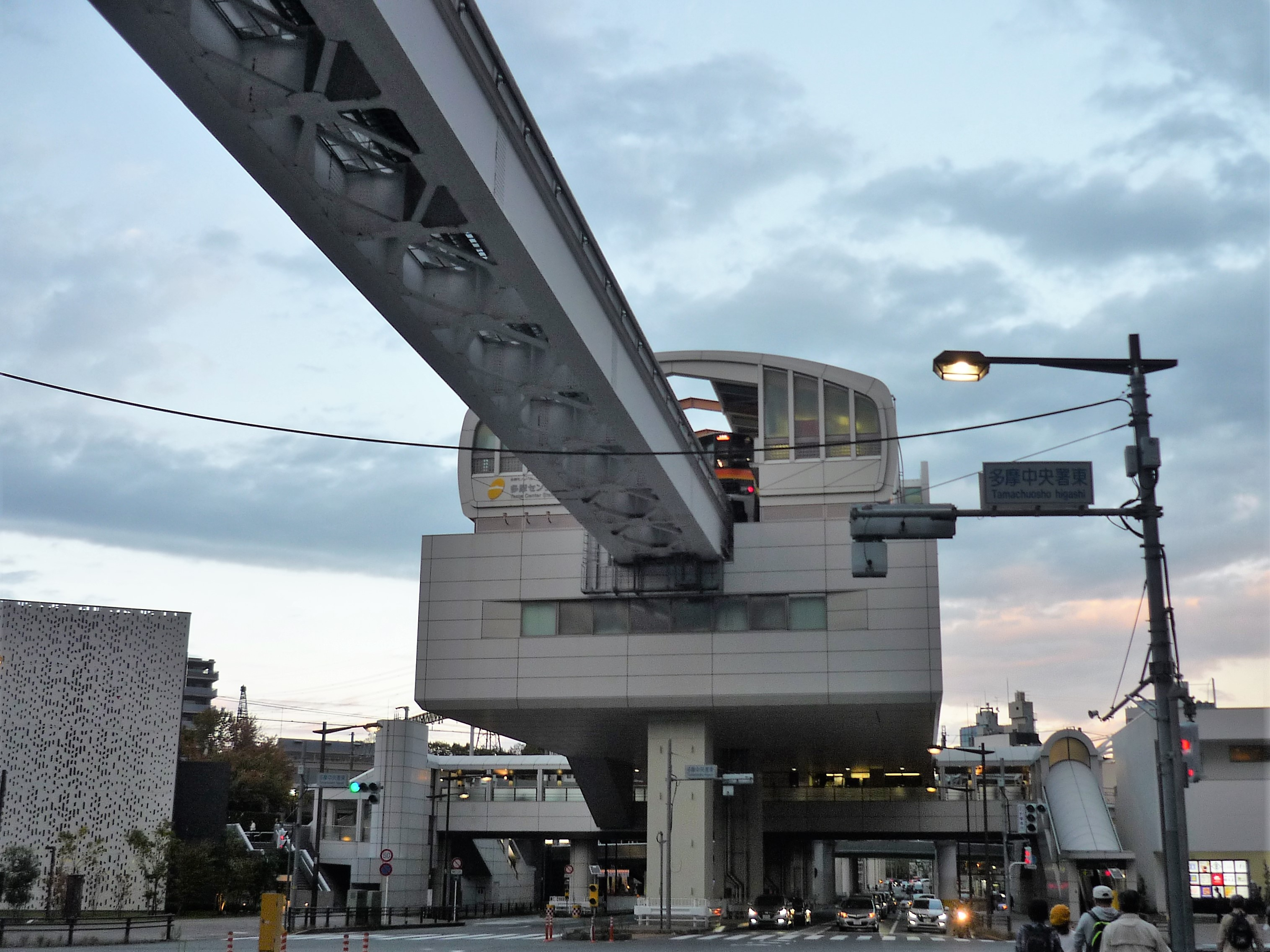
Station der Einschienenbahn

## Gleise
Keiō Dentetsu
| 1/2 | ▉ Keiō Sagamihara-Linie | Hashimoto                    |
| 3/4 | ▉ Keiō Sagamihara-Linie | Chōfu • Meidaimae • Shinjuku |

Odakyū Dentetsu
| 1 | ▉ Odakyū Tama-Linie | Karakida                                             |
| 2 | ▉ Odakyū Tama-Linie | Shin-Yurigaoka • Noborito • Yoyogi-Uehara • Shinjuku |

Einschienenbahn
| 1/2 | ▉ Einschienenbahn Tama | Takahatafudō • Tachikawa • Kamikitadai |

## Linien
| Verlauf der Keiō Sagamihara-Linie |
| --- |
| Chōfu • Keiō-Tamagawa • Keiō-Inadazutsumi • Keiō-Yomiuri-Land • Inagi • Wakabadai • Keiō-Nagayama • Tama-Center • Keiō-Horinouchi • Minami-Ōsawa • Tamasakai • Hashimoto |

| Verlauf der Odakyū Tama-Linie                                                                           |
| --- |
| Shin-Yurigaoka • Satsukidai • Kurihira • Kurokawa • Haruhino • Odakyū-Nagayama • Tama-Center • Karakida |

## Geschichte
Die hügelige Gegend rund um den Bahnhof war einst sehr ländlich geprägt, mit einzelnen kleinen Dörfern im Kota-Tal. In den 1960er Jahren begann die Entwicklung der Tama New Town, einer Planstadt für mehr als 200.000 Einwohner. Sie sollte dazu beitragen, die Wohnungsnot im Zentrum Tokio zu lindern. Sowohl die Keiō Teito Dentetsu (heutige Keiō Dentetsu) als auch die Odakyū Dentetsu strebten danach, das dafür vorgesehene Gebiet mit neuen Bahnstrecken zu erschließen. Das Verkehrsministerium achtete sorgfältig darauf, dass die geplanten Strecken sich gegenseitig möglichst wenig Konkurrenz machten, und vergab die Konzessionen entsprechend. Beide Unternehmen einigten sich darauf, ihre Strecken im Zentrum auf dem Stadtgebiet von Tama etwa dreieinhalb Kilometer weit parallel zu führen, um den Landverbrauch zu minimieren.
Als erste erreichte die Keiō Sagamihara-Linie den Bahnhof, als sie am 18. Oktober 1974 von Keiō-Yomiuri-Land bis hierhin verlängert wurde. Die Fertigstellung der Odakyū Tama-Linie verzögerte sich um ein halbes Jahr, sodass die Strecke zunächst im benachbarten Bahnhof Odakyū-Nagayama endete. Das fehlende Teilstück nach Tama-Center kam am 23. April 1975 hinzu. Am 27. März 1990 verlängerte die Odakyū Dentetsu ihre Strecke nach Karakida. Schließlich vervollständige die Tokyo Tama Intercity Monorail den Verkehrsknotenpunkt mit der Eröffnung des Teilstücks der Einschienenbahn Tama von Tachikawa-Kita nach Tama-Center am 10. Januar 2000.